# Daiana Mureșan
Pour les articles homonymes, voir Mureșan.
Daiana Mureșan, née le 6 juillet 1990 à Năsăud (Roumanie), est une joueuse roumaine de volley-ball. Elle mesure 1,91 m et joue au poste d'attaquante. Elle totalise 73 sélections en équipe de Roumanie.

## Clubs
| Club                     | De        | À         |
| ------------------------ | --------- | --------- |
| CSU Metal Galați         | 2004-2005 | 2009-2010 |
| AZS Białystok            | 2010-2011 | 2010-2011 |
| Volley 2002 Forlì        | 2011-2012 | 2011-2012 |
| Robursport Volley Pesaro | 2012-2013 | 2012-2013 |
| Pallavolo Ornavasso      | 2013-2014 | 2013-2014 |
| Pallavolo Scandicci      | 2014-2015 | 2014-2015 |
| Budowlani Łódź           | 2015-2016 | 2015-2016 |
| Pallavolo Hermaea        | 2017-2018 | 2017-2018 |
| Bandung Bank BJB Pakuan  | jan 2018  | …         |

## Palmarès
- Championnat de Roumanie
  - Vainqueur : 2008, 2009, 2010.
- Coupe de Roumanie
  - Vainqueur : 2008, 2009.